# Liste der Biografien/Schog
Liste der Biografien |
Portal Biografien |
Personensuche
# |
A |
B |
C |
D |
E |
F |
G |
H |
I |
J |
K |
L |
M |
N |
O |
P |
Q |
R |
S |
T |
U |
V |
W |
X |
Y |
Z |
?
 
Sa |
Sb |
Sc |
Sd |
Se |
Sf |
Sg |
Sh |
Si |
Sj |
Sk |
Sl |
Sm |
Sn |
So |
Sp |
Sq |
Sr |
Ss |
St |
Su |
Sv |
Sw |
Sy |
Sz
 
Sca–Sce |
Sch |
Sci–Scz
 
Scha |
Schc |
Schd |
Sche |
Schg |
Schi |
Schj |
Schk |
Schl |
Schm |
Schn |
Scho |
Schp |
Schr |
Schs |
Scht |
Schu |
Schv |
Schw |
Schy
 
Schoa |
Schob |
Schoc |
Schod |
Schoe |
Schof |
Schog |
Schoh |
Schoi |
Schok |
Schol |
Schom |
Schon |
Schoo |
Schop |
Schor |
Schos |
Schot |
Schou |
Schov |
Schow |
Schoy
Die Liste der Biografien führt alle Personen auf, die in der deutschsprachigen Wikipedia einen Artikel haben. Dieses ist eine Teilliste mit 8 Einträgen von Personen, deren Namen mit den Buchstaben „Schog“ beginnt.

## Schog

### Schoga
- Schoga, Artjom Wladimirowitsch (* 1975), russischer Militär und Politiker

### Schoge
- Schögel, Marcus (* 1967), deutscher Ökonom und Hochschullehrer

### Schogg
- Schöggl, Andreas (* 1974), österreichischer Ordensgeistlicher
- Schöggl, Ernst Reinhard (* 1948), österreichischer Schriftsteller
- Schöggl, Franz (1930–1982), österreichischer Musiker und Komponist
- Schöggl, Leopold (* 1951), österreichischer Politiker (FPÖ), Abgeordneter zum Nationalrat

### Schogl
- Schögl, Florian (* 1992), österreichischer Fußballspieler

### Schogt
- Schogt, Henry G. (1927–2020), kanadischer Linguist, Romanist und Slawist